# Grande synagogue d'Alep
La Synagogue centrale d'Alep (hébreu : בית הכנסת המרכזי בחאלֶבּ, arabe : كنيس حلب المركزي (Kanīs Ḥalab al-Markazī) ), également connue sous le nom de Grande Synagogue d'Alep, Synagogue de Joab ou Synagogue Al-Bandara (en arabe : كنيس البندرة ), est un lieu de culte juif situé à Alep depuis le Ve siècle de notre ère. Au cours de sa période active, elle était considérée comme la synagogue principale de la communauté juive syrienne . La synagogue est connue comme l'endroit où le codex d'Alep fut conservé plus de cinq cents ans jusqu'à ce qu'il en soit retiré lors du pogrom d'Alep de 1947, au cours duquel la synagogue fut incendiée. La synagogue, en ruine, existe toujours.

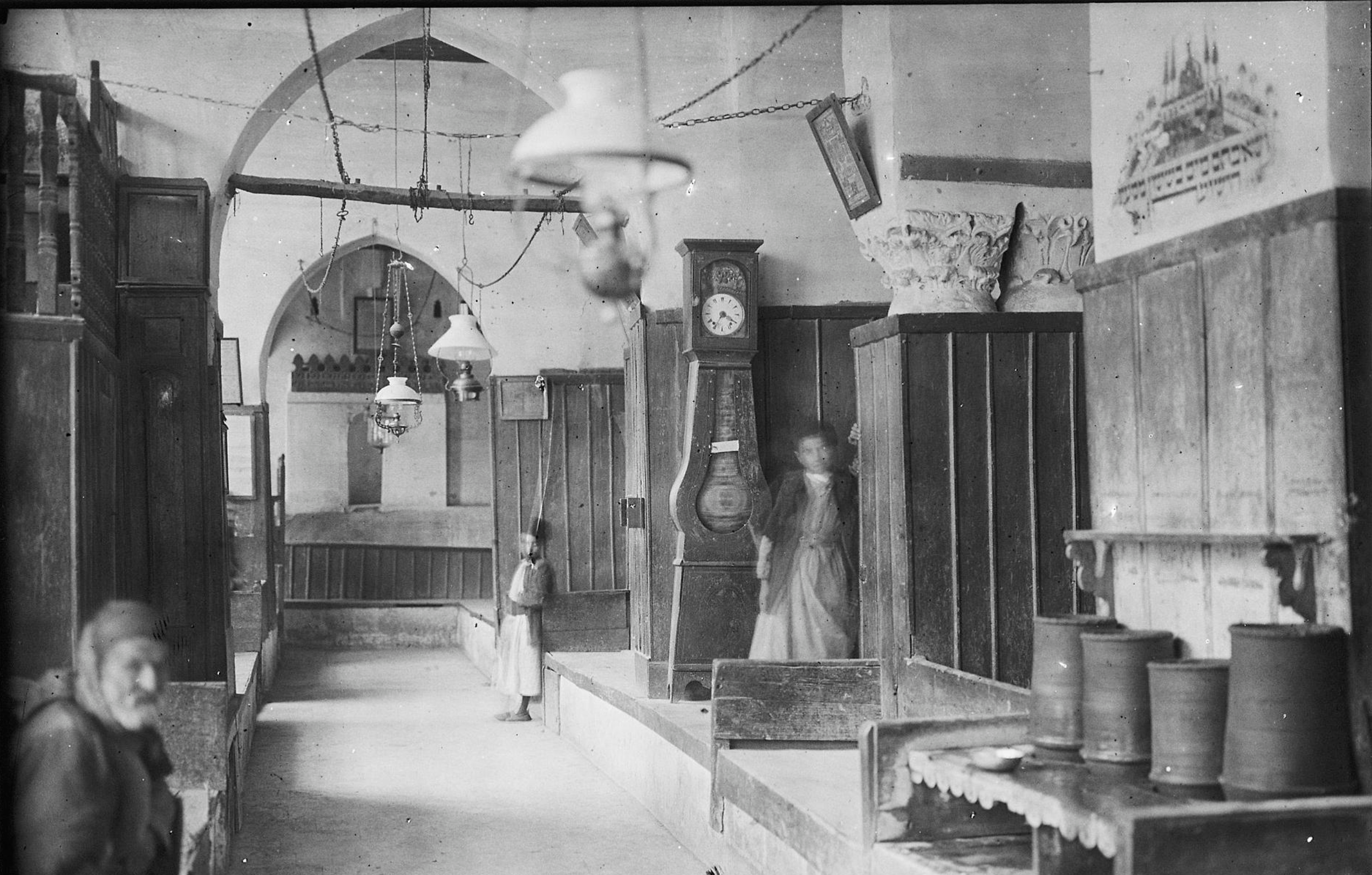
Une photographie de l'intérieur de l'aile ouest de la synagogue au début du XXe siècle

Selon la tradition, les fondations de la Grande Synagogue d'Alep furent posées par le général du roi David, Joab ben Zeruiah après sa conquête de la ville vers 950 avant notre ère (Voir 2 Sam 8:3-8) ; c'est pourquoi on l'appelle encore parfois la synagogue de Joab. L'inscription la plus ancienne qui y subsiste date de l'an 834 de notre ère. Ces premiers bâtiments furent endommagés après l'occupation mongole d'Alep au XIIIe siècle, puis transformés en mosquée. Durant la période mongole (XIIIe siècle), la synagogue était désignée comme l'un des six lieux de refuge de la ville, elle fut malgré tout détruite lors de la conquête d'Alep par Tamerlan en 1400. La synagogue centrale fut reconstruite au cours de l'année 1418. En août 1626, le jésuite italien Pietro Della Valle (1586-1682) passa par Alep, visita la Grande Synagogue et en écrivit une description détaillée.
Plus tard, la synagogue subit une série de modifications jusqu'à sa destruction lors des violentes attaques contre les Juifs par la population locale en décembre 1947. Le bâtiment, gravement endommagé, est toujours debout et est tenu sous la surveillance et la protection totales du gouvernement syrien, bien qu'aucun fidèle ne soit autorisé à s'en servir. La reconstruction partielle de la synagogue (via le financement de la communauté juive syrienne de New York) fut achevée en 1992. Elle demeure silencieuse et vide.
Lorsqu'ils en ont l'occasion et la possibilité, des Juifs syriens visitent la synagogue. Le 1er juin 2008 par exemple, un minyan pour l'office du matin avec Kaddish et Kohanim a été dirigé par les visiteurs et anciens membres de la synagogue[réf. nécessaire].

## Architecture et aménagement

Plan d'étage du bâtiment

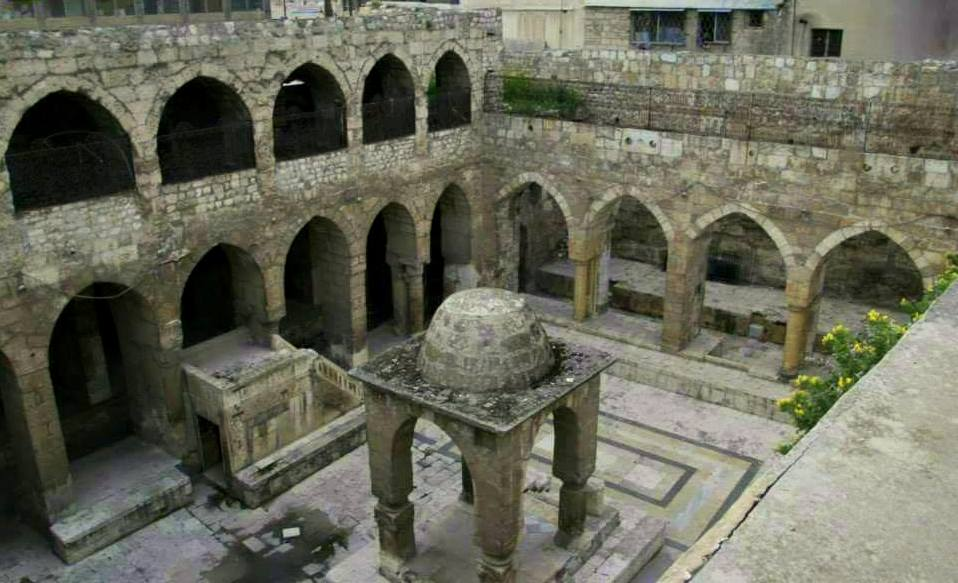
La cour de la synagogue et sa Tevah extérieure en 2011

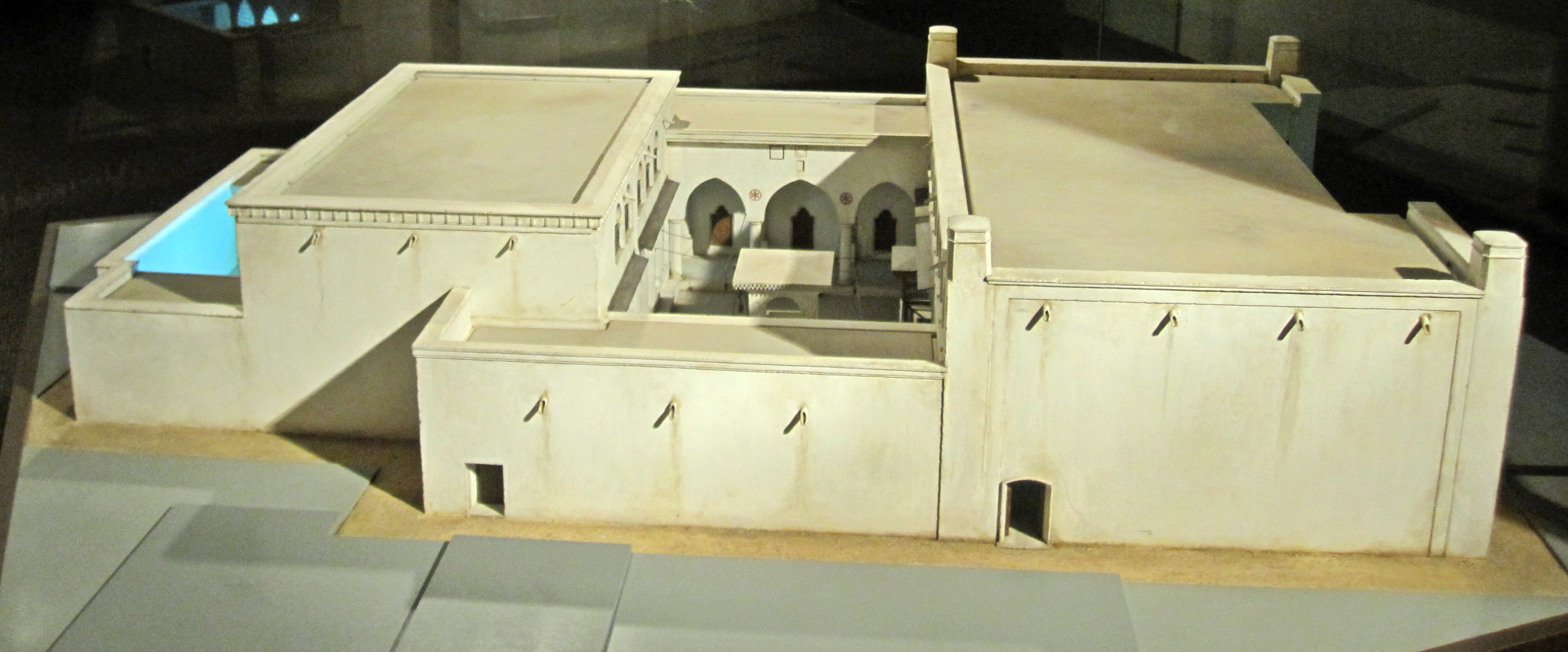
Maquette de la synagogue appartenant au Musée du Peuple Juif à Beit Hatfutsot

Les parties les plus anciennes de la synagogue datent de l'époque byzantine, peut-être même du IXe siècle. Endommagé lors du sac d'Alep par les Mongols en 1400, le bâtiment subit d'importants changements entre 1405 et 1418. Avec l'arrivée des juifs Sépharades à Alep au XVIe siècle, une aile fut ajoutée au côté est de la cour d'honneur. Dans la partie sud de cette aile, face à Jérusalem, se trouve une petite pièce connue sous le nom de « grotte d'Élie ». Dans la cour à portiques, se trouve une « tevah » ou plate-forme du lecteur, surélevée et couverte, que la communauté utilisait parfois. C'est sous cette forme que Della Valle vit la synagogue lors de sa visite. Elle resta pratiquement inchangé jusqu’au pillage et à l'incendie des émeutes de 1947.
La synagogue comprenait dès ses débuts une cour adjacente qui servait de synagogue en plein air en été. Il était courant, selon le Talmud, qu'une synagogue fasse enlever son toit pendant l'été (Baba Batra, 3 : 2), à l'exception de la partie au-dessus de l'Arche Sainte et de la bimah du chantre.
L'édifice de la synagogue était divisé en trois parties principales : une cour centrale qui séparait l'aile ouest, où à l'époque moderne la communauté musta'arabi avait l'habitude de prier, de la partie est construite plus tard au XVIe siècle. Celle-ci servait de Beth Midrash (ou salle d'étude) et salle de prière aux « Francos », juifs séfarades installés dans la ville après l'exil d'Espagne ainsi que d'autres Juifs européens séjournant alors à Alep. Une petite cour fermée supplémentaire bordait cette aile à son extrémité est.
La salle ouest avait trois heichaloth (Arches Saintes) ; il y en avait trois autres sur le mur sud de la cour (« le mur de Sion »). Une septième Arche Sainte était située dans l'aile est près de la cour, sur le mur sud pointant vers la direction de Jérusalem et portait le nom « Grotte d'Eliyahu » ou Heichal/Me'arat Eliyahu . C'est là qu'étaient conservés d'anciens Sifrei Torah et manuscrits bibliques (Keter). C'est ici que le codex d'Alep fut conservé pendant plus de cinq cents ans jusqu'en 1947. Keter Aram Soba (Le Codex d'Alep) est considéré comme le manuscrit ayant la plus haute autorité quant au texte massorétique de la Bible[réf. nécessaire]. Les Juifs croyaient que le jour où le Codex d'Alep serait retiré de la ville serait le jour où leur communauté serait détruite, croyance qui se réalisa tragiquement[Information douteuse].